# Inoue Kiyonao

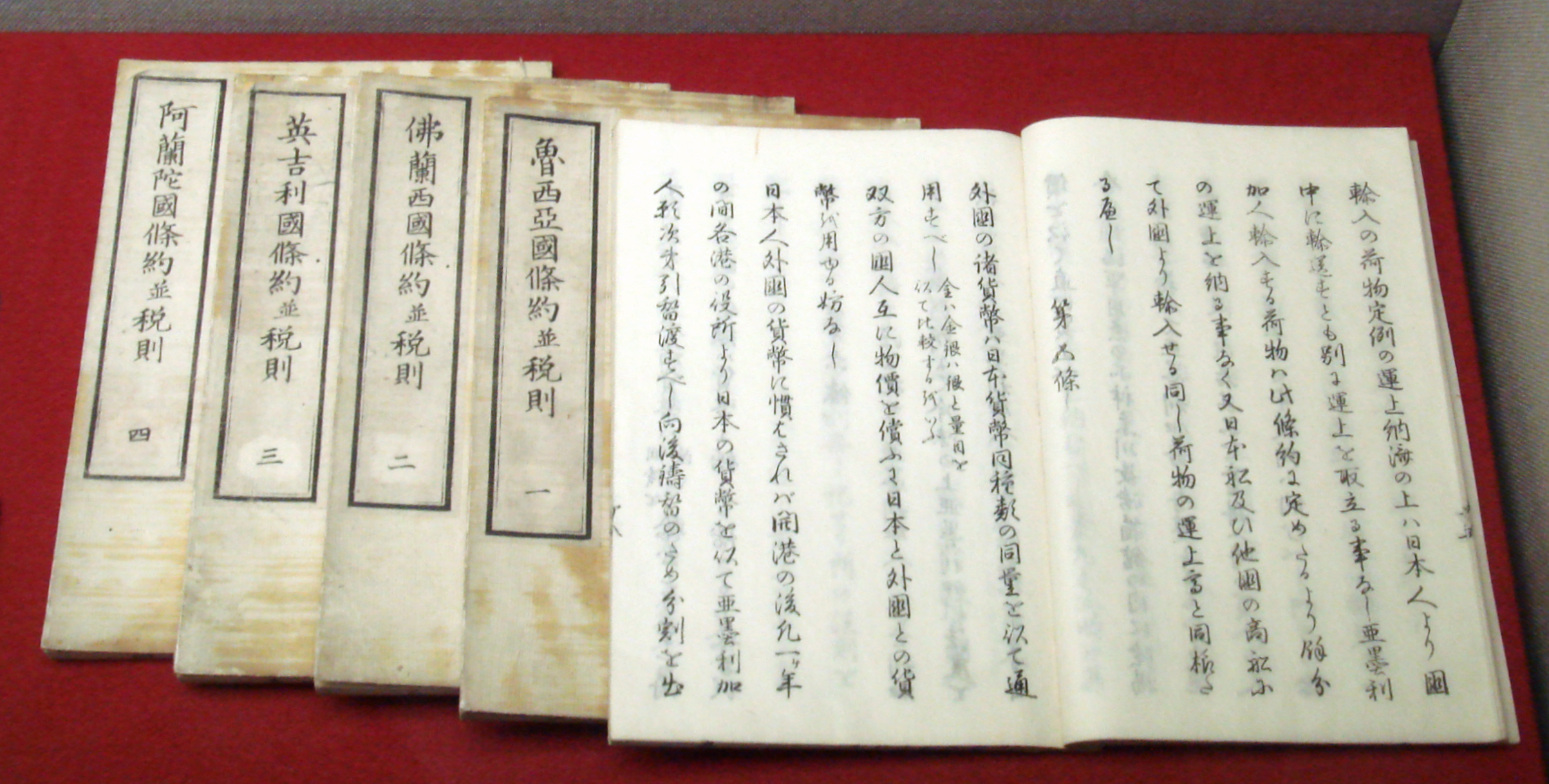
Die Ansei-Verträge

Inoue Kiyonao (japanisch 井上 清直; geboren 1809 in Hita (Provinz Bungo); gestorben 25. Dezember 1868) war ein japanischer Gefolgsmann des Tokugawa-Shogunats und der erste Kommissar für Auswärtige Angelegenheiten.

## Leben und Wirken
Inoue Kiyonao war der dritte Sohn des Beauftragten für Hita (日田), Naitō Kichibei (内藤吉兵衛), der später bekannt wurde als einfacher Krieger des Shogunats, als „Kachi“ (徒士). Kiyonao wurde dann Adoptivsohn von Inoue Shinzaemon (井上 新左衛門), einem höherrangigen Krieger (与力, Yoriki). Er hieß Matsuyoshi (松吉) oder auch Shin'emon (新右衛門). Später nannte er sich „Shinano no kami“ (信濃守). Er war der jüngere Bruder von Kawaji Toshiakira (1801–1868).
Kiyonao arbeitete als Angestellter im Revisionsbüro des Shogunats (幕府評定所書物方, Bakufu hyōjōsho shomotsu-kata), als Unterbuchhalter (勘定所留役助, Kanjō-sho tomeyaku-suke) und als Mitarbeiter des Kommissars für Tempel und Schreine (寺社奉行付調役, Jisha bugyō-tsuki chōyaku), bevor er 1852 zum Leiter der Buchhaltung (勘定組頭, Kanjō-gumi kashira) ernannt wurde.
Kiyonao, der den Ruf hatte, sehr gewandt zu sein, wurde vom Rōjū Abe Masahiro (1819–1857) gefördert und 1854 zum Rechnungsinspektor (勘定吟味役) und 1855 zum Kommissar für Shimoda (下田奉行, Shimoda bugyō) befördert. Als der amerikanische Gesandte Townsend Harris (1804–1878) 1856 Japan besuchte, wurde er dessen Gesprächspartner. Zusammen mit Iwase Tadanari (1818–1861) und wurde Bevollmächtigter für den „Freundschafts- und Handelsvertrag zwischen den Vereinigten Staaten und Japan“, den Harris-Vertrag. Der Vertrag wurde im Juni 1958 unterzeichnet.
Zusammen mit Iwase und anderen wurde Kiyonao in das im darauffolgenden Juli eingerichteten Amt als Kommissar für Auswärtige Angelegenheiten (外国奉行, Gaikoku bugyō) berufen und fungierte gleichzeitig als Kommissar für Shimoda. Er nahm an diplomatischen Verhandlungen teil und schloss, angelehnt an den Harris-Vertrag, ähnliche Verträge mit den Niederlanden, Russland, Großbritannien und Frankreich, die zusammen als die „Fünf Ansei-Verträge“ (安政五カ国j, Ansei gokagoku jōyaku) in die Geschichte eingegangen sind. Aufgrund der Nachfolgefrage bezüglich des Shoguns wurde er jedoch von Tairō Ii Naosuke gemieden und 1859 zum Kommissar für kleinere Bauarbeiten (小普請奉行, Kobushin bugyō) degradiert.
Später war Kiyona als Kommissar für die Marine (軍艦奉行) tätig, wurde wieder Kommissar für Auswärtige Angelegenheiten, Kommissar für das Rechnungswesen (勘定奉行, Kanjō bugyō) und als Kommissar für die Stadt (町奉行, Machi bugyō) tätig. Am 19. Januar 1868 starb er an einer Krankheit.